# 板橋区立企業活性化センター
板橋区立企業活性化センター（いたばしくりつきぎょうかっせいセンター）は、東京都板橋区にある創業支援施設。
JR埼京線 浮間舟渡駅近くの板橋区舟渡1－13－10アイタワー2Fに所在し、スタートアップオフィス20部屋、シェアードオフィス8部屋、研修室・会議室4部屋からなる。板橋区在住、在勤でなくても利用可能。
「いたばし起業塾」をはじめ、数多くの起業家、経営者、ビジネスパーソン向けイベントを対面・オンラインで実施している。
2005年4月より、指定管理者制度が導入され、民間の板橋区起業支援フォーラムLLPが運営を行っている。
起業経験者・経営者による実践的なアドバイス、創業から融資・ビジネスマッチングまでの総合的なサポート、23区有数の工業集積地である板橋区内企業との密接な連携をとっている。

## 施設
- スタートアップオフィス（20室）
- シェアードオフィス（8室）
- 研修室（4室）、会議室（1室）

## 交通
- JR埼京線 浮間舟渡駅から徒歩4分